# Giorgi Beria
Pour les articles homonymes, voir Beria.

a Compétitions nationales et continentales officielles uniquement.

b Matchs officiels uniquement.
Dernière mise à jour le 15 juillet 2025.
Giorgi Beria , né le 11 novembre 1999 à Tbilissi (Géorgie), est un joueur international français d'origine géorgien de rugby à XV qui évolue au poste de pilier à l'USA Perpignan.

## Biographie

### Jeunesse et formation
Né en Géorgie, à Tbilissi, Giorgi Beria arrive en France avec ses parents à Aurillac à l'âge de deux ans.
Ayant d'abord fait du judo pendant trois ans, il découvre ensuite le rugby à XV au Stade aurillacois, avant d'intégrer le centre de formation de l'ASM Clermont Auvergne.
International avec les moins de 20 ans à partir de 2018, il fait partie du groupe champion du monde en 2018, avant de jouer un rôle de premier plan dans l'édition suivante, remportée à nouveau par les Bleuets,,.

### Début de carrière professionnelle à l'ASM Clermont Auvergne (2018-2024)
Giorgi Beria fait ses débuts avec le club de Clermont-Ferrand le 20 octobre 2018 en Challenge européen lors de la victoire 70 à 12 contre les Timisoara Saracens, entrant en jeu à la 51e minute en remplacement de Beka Kakabadze (en).
Il connait sa première titularisation au poste de pilier gauche la saison suivante lors du match de Coupe d'Europe remporté à domicile 52 à 26 contre Bath Rugby. Lors de cette même saison, il profite de la blessure d'Étienne Falgoux pour enchaîner les matchs. Régulièrement dans la rotation des piliers gauches, il passe même devant le Géorgien Beka Kakabadze.
Lors du début de la saison 2020-2021, en concurrence avec les internationaux Peni Ravai et Étienne Falgoux, il continue de grappiller du temps de jeu. Il fait alors partie des plus grands espoirs du club,,.
En janvier 2022, il prolonge son contrat avec son club jusqu'en 2024. Durant la fin de la saison 2021-2022, il devient le titulaire du club au poste de pilier gauche.
N'ayant que peu joué depuis le début de saison, seulement cinq matchs dont aucun comme titulaire, au mois de décembre 2023, il est annoncé qu'il va rejoindre le club de l'USA Perpignan, où entraîne Franck Azéma qui l'a lancé en professionnel, à partir de la saison 2024-2025 car il n'entre pas dans les plans de Christophe Urios. Pourtant, en seconde partie de saison, grâce à la blessure de Falgoux, il enchaîne les matchs en qualité de titulaire et délivre de très bonnes performances. Christophe Urios annonce avoir des regrets au vu de sa progression.
Au mois de juin 2024, il est sélectionné pour la première fois de sa carrière en équipe de France dans une liste de trente-deux joueurs pour préparer la tournée d'été en Argentine. Cette liste est marquée par l'absence des cadres habituels et la présence de nombreux joueurs sans sélections. Il fait ensuite partie de la liste finale. Le 10 juillet, il joue sous le maillot national face à l'Uruguay, dans une rencontre non capée disputée par l'équipe de France développement.

## Style de jeu
Beria est formé au poste de pilier droit, poste où il évolue notamment avec les moins de 20 ans, mais c'est au poste de pilier gauche qu'il va plus régulièrement évoluer lors de ses premières saisons en Auvergne.
Pilier moderne, Giorgi Beria, se fait avant tout remarquer pour son activité dans le jeu,. Franck Azéma qui l'a fait débuter à l'ASM Clermont Auvergne parle de lui comme d'un « profil dynamique qui travaille beaucoup sans le ballon. En défense, comme en attaque, il a beaucoup de mobilité et il a de l’explosivité à la prise de balle ». 
Ses capacités sont notamment mises en lumière dès sa première apparition en Top 14, lors du match contre le Stade toulousain du 14 avril 2019, aboutissant au score fleuve de 47 à 44, où Beria, entré à une demi-heure de la fin du match, finit 2e meilleur plaqueur de la rencontre, avec 15 plaquages.

## Statistiques en équipe nationale
Au 14 juillet 2025, Giorgi Beria compte 1 cape en équipe de France, dont 1 en tant que titulaire, depuis le 5 juillet 2025 contre la Nouvelle-Zélande.
| Année | Compétition | Matchs | Points | Essais |
| ----- | ----------- | ------ | ------ | ------ |
| 2025  | Test matchs | 1      | 0      | 0      |
| Total | Total       | 1      | 0      | 0      |

## Palmarès

### En club
- Vainqueur du Championnat de France espoirs en 2018 avec l'ASM Clermont.
- Finaliste du Championnat de France en 2019 avec l'ASM Clermont.

### En équipe nationale
- Vainqueur du Tournoi des Six Nations des moins de 20 ans en 2018 avec l'équipe de France des moins de 20 ans.
- Vainqueur du Championnat du monde junior en 2018 et 2019 avec l'équipe de France des moins de 20 ans.